# Ambrosius Yphofer
Ambrosius Yphofer (* ca. 1475 in Innsbruck; † 2. Februar 1542 in Brixen) war ein österreichischer Kanoniker, Jurist, Humanist und Pfalzgraf. 

## Ausbildung
Er stammte aus dem Geschlecht Yphofer von Yphofersthal. Seine Eltern waren der Bürgermeister von Innsbruck Wilhelm Yphofer und Magdalena geb. Gruenbacher aus Bruneck. 1495 immatrikulierte er an der Universität Freiburg im Breisgau. 1500 studierte er an der Universität Bologna. 1504 promovierte er an der Universität Siena zum Doktor beider Rechte. Am 12. September 1518 verlieh Kaiser Maximilian I. in Augsburg ihm und seinen Bruder Wendelin Yphofer einen Adelsbrief. 

## Wirken
Nachdem er die Priesterweihe empfing wurde er 1511 Pfarrer in Lajen und von 1514 bis 1517 Pfarrer in Kastelruth. Der humanistisch Gebildete Yphofer nahm 1515 in seinem Haus in Brixen Johannes Eck auf seiner Durchreise nach Bologna auf. 1518 erhielt Yphofer bei Otmar Nachtgall Unterricht in der Griechischen Sprache, der ihm auch mehrere Schriften widmete. Von 1521 bis 1531 war er Propst am Brixener Dom, zugleich von 1529 bis zu seinem Tod Pfarrer in Eppan, 1532/33 Dechant an der Frauenkirche in München, sowie seit 1540 Domherr in Konstanz. Am 28. März 1530 verlieh ihm Papst Clemens VII. das kleine Palatinat. Zeitweise wohnte er in Überlingen. Sein Epitaph mit Wappen und lateinischer Grabinschrift befindet sich auf dem Friedhof St. Michael in Brixen.